# 環境工学科
環境工学科（かんきょうこうがくか）は、高等学校や大学の学科の一つである。日本の多くの大学では工学部、農学部、生物資源科学部に属しており、環境工学、農業工学の教育、研究がなされる。

## 環境工学を扱う日本の学校

### 環境工学科をもつ学校
- 大阪工業大学 工学部
- 福島県立岩瀬農業高等学校
- 群馬県立中之条高等学校
- 福井県立福井農林高等学校
- 愛知県立碧南工業高等学校(現・愛知県立碧南工科高等学校環境科学科)
- 愛媛県立西条農業高等学校
- 広島県立庄原実業高等学校
- 青森県立柏木農業高等学校
- 佐賀県立佐賀農業高等学校
- 福島県立岩瀬農業高等学校
- 山梨県立谷村工業高等学校
- 宮崎県立宮崎農業高等学校
- 群馬県立中之条高等学校

### ○○環境工学科をもつ学校

#### 農業、生物等環境工学科をもつ学校
- 農業環境工学科 - 宇都宮大学農学部
- 農業環境工学科 - 兵庫県立農業高等学校
- 生物環境工学科 - 北海道大学農学部（旧：農業工学科、大学院は大学院農学研究院・大学院農学院生物共生科学講座生物環境工学分野）
- 生物環境工学科 - 日本大学生物資源科学部（大学院は生物資源科学研究科生物資源生産科学専攻か生物環境科学専攻）
- 生物環境工学科 - 島根県立益田翔陽高等学校
- 地域環境工学科 - 弘前大学農学生命科学部
- 地域環境工学科 - 京都大学農学部（大学院は京都大学大学院農学研究科地域環境科学専攻）
- 生産環境工学科 - 東京農業大学地域環境科学部（大学院は農学研究科農業工学専攻）
- 地域農業工学科 - 琉球大学農学部

#### 土木、都市、建設環境工学科をもつ学校
- 土木環境工学科 - 福島県立平工業高等学校
- 都市環境工学科（リンク先参照）

#### その他
- 物質環境工学科 - 函館工業高等専門学校
- マテリアル環境工学科 - 仙台高等専門学校

### 環境○○工学科をもつ学校
- 環境管理工学科 - 岡山大学環境理工学部（JABEE プログラム)
- 環境都市工学科（リンク先参照）